# Nomatsiguenga
Die Nomatsiguenga sind eine etwa 6500 Menschen zählende ethnische Gruppe der Arawak in der Provinz Satipo (Departement Junín) zwischen den Flüssen Ene und Perené im Regenwaldgebiet Perus.
Kulturell gehören die Nomatsiguenga zu den Asháninka. Auch die beiden Sprachen sind eng verwandt.